# 古田三路站
古田三路站位于中华人民共和国湖北省武汉市硚口区，是武汉地铁1号线的地铁车站
。

## 车站结构
位于解放大道与古田三路的交叉口，顺解放大道布置。
车站为高架三层侧式站台，地面为解放大道主干道，上二层为车站站厅房屋。

### 楼层分布
| 地上三层 | 侧式站台，右侧开门 | 侧式站台，右侧开门           | 侧式站台，右侧开门 | 侧式站台，右侧开门 |
|          |                    | █ 1号线 往径河（古田二路）   |                    |                    |
|          |                    | █ 1号线 往汉口北（古田四路） |                    |                    |
|          | 侧式站台，右侧开门 |                              |                    |                    |
| 地上二层 | 站厅               | 售票机、客服中心、聯外天橋   |                    |                    |
| 地面     |                    | 出入口                       |                    |                    |

### 车站出口
|                                                 |      |      |  |
| 出口編號                                        | 設施 | 照片 |  |
| A                                               |      |      |  |
| B                                               |      |      |  |
| C                                               |      |      |  |
| D                                               |      |      |  |
| 注： 設有升降機 \| 設有輪椅升降台 \| 設有洗手間 |      |      |  |

## 历史
古田三路站是武汉地铁1号线二期工程的站点之一。2010年7月29日正式开通运营。

## 接驳交通

### 公汽
2路、222路、505路、508路、512路、531路、546路、548路、550路、558路、560路、621路、737路、741路、806路

## 邻近地区
武汉警官职业学校

### 内部链接
- 武汉地铁车站列表